# Stazione di Bruxelles Centrale
La stazione di Bruxelles Centrale (in francese gare de Bruxelles-Central, in olandese station Brussel-Centraal) è una stazione ferroviaria di Bruxelles, Belgio.